# Emmanuelle Bercot
Emmanuelle Bercot (Parijs, 6 november 1967) is een Franse filmregisseuse, scenarioschrijfster en actrice.

## Biografie
Emmanuelle Bercot werd in 1967 geboren in Parijs. Na haar studies ging ze naar de dansschool Serge Alzetta en de École du spectacle waar ze de wereld van het theater ontdekt. Ze volgt lessen aan de theateracademie Cours Florent en bij La fémis. Bij deze laatste maakte ze de korte documentaire True Romanès  en twee kortfilms, Les Vacances  en als afstudeerproject  La Puce. In 2001 schrijft, regisseert en acteert Bercot in de film Clément, die geselecteerd wordt op het filmfestival van Cannes in de sectie Un certain regard. In 2012 wordt ze genomineerd voor de César voor beste origineel script voor de film Polisse. Haar film La Tête haute werd gekozen als de openingsfilm op het filmfestival van Cannes 2015.

## Filmografie
- Ragazzi (1991) (actrice)
- État des lieux (1995) (actrice)
- True Romanès (korte documentaire, 1996) (regie)
- La Divine Poursuite (1996) (actrice)
- Les Vacances (kortfilm, 1997) (regie, scenario)
- La Classe de neige (1998) (actrice)
- La Puce (kortfilm, 1998) (regie, scenario)
- Le Choix d'Élodie (televisiefilm, 1998) (regie)
- Ça commence aujourd'hui (1999) (actrice)
- Une pour toutes (1999) (actrice)
- La Faute au vent (2000) (regie)
- Clément (2001) (regie, scenario, actrice)
- Quelqu'un vous aime... (2003) (regie)
- À tout de suite (2013) (actrice)
- À poil! (2004) (regie, scenario)
- Backstage (2005) (regie, scenario)
- Camping sauvage (2005) (actrice)
- Tirez sur le caviste, collectie Suite noire, televisie (2009) (regie)
- Mes chères études (televisiefilm, 2009) (regie)
- Carlos (2010) (actrice)
- Polisse (2011) (scenario, actrice)
- Les Infidèles - segment La Question (2012) (regie)
- Rue Mandar (2013) (actrice)
- Elle s'en va (2013) (regie)
- La Tête haute (2015) (regie)
- Mon roi (2015) (actrice)
- Les Filles du soleil (2018) (actrice)

## Prijzen & nominaties[3]
De belangrijkste:
| Jaar | Prijs                   | Categorie                                  | Genomineerde(n) | Uitslag     |
| ---- | ----------------------- | ------------------------------------------ | --------------- | ----------- |
| 2012 | César                   | Beste origineel script (samen met Maïwenn) | Polisse         | Genomineerd |
| 2001 | Filmfestival van Cannes | Prix de la jeunesse                        | Clément         | Gewonnen    |